# قانون الأحكام العامة (هولندا)
قانون 15 مايو 1829، الشامل للأحكام العامة لتشريعات المملكة (بالهولندية: Wet van 15 mei 1829, houdende algemeene bepalingen der wetgeving van het Koningrijk)، والاسم المختصر (بالهولندية: Wet algemene bepalingen) هو قانون هولندا الرئيسي، ويشمل عدداً من التعاليم الأساسية المتعلقة بتطبيق القانون بشكل عام، ويعتبر جزءاً من جسم القانون الدستوري بهولندا، والذي يتألف أساساً من دستور هولندا وميثاق مملكة الأراضي المنخفضة.